# Roberto de la Rocha
Roberto "Beto" de la Rocha (Wilmar, California, 26 de noviembre de 1937) es un pintor, artista gráfico y muralista estadounidense. Nació de padres mexicano-estadounidenses. Sin embargo, según Carlos Almaraz, él se proclamaba un judío jasídico de una familia de españoles judíos. Obtuvo el Master's of Fine Arts en la Universidad Estatal de California, Long Beach.
En 1973 se unió al influyente colectivo de arte Chicano Los Four. El grupo estaba compuesto por Carlos Almaraz, Frank E. Romero, Gilbert "Magu" Luján y De la Rocha, y fue autor de muchos murales e instalaciones de arte público en la zona de Los Ángeles. El grupo fue también uno de los primeros en atraer la atención del gran público sobre el arte chicano, y en 1974 llegó a exponer en el Museo de Arte del Condado de Los Ángeles. Después de algunos años con el grupo, De la Rocha sufrió una crisis mental y destruyó sus obras. Según Almaraz, "dejó el grupo bajo circunstancias muy, muy terribles. Acabó haciendo un ayuno de 40 días y le metieron en el psiquiátrico del hospital del condado de Los Ángeles, y volvió con varias enfermedades derivadas del ayuno, y nunca se recuperó realmente. Lo último que oí de él es que estaba quemando su obra y que básicamente acusaba al arte de ser un acto del demonio y no un acto de Dios."
De la Rocha fue influyente en la recuperación de la tradicional celebración mexicana del Día de Muertos, cuando él, junto con el artista chicano Gronk y otros pocos lideraron una procesión desde el cementerio de Evergreen hasta la Primera Calle en Los Ángeles del Este. Según The American Prospect, también fue el editor de la publicación de la Unión de Agricultores El Malcriado.
Roberto de la Rocha es padre del cantante Zack de la Rocha, miembro del influyente grupo de rap metal Rage Against the Machine.